# Tourbillon de passions
Tourbillon de passions (Torrente, un torbellino de pasiones en espagnol) est une telenovela vénézuelienne diffusée en 2008 par Venevisión.

## Synopsis
Ana Julia a une meilleure amie psychiatre : Valeria Veluteni en qui elle a toute confiance. Le conflit naît quand Ana Julia apprend que son rêve de donner un enfant à Reinaldo pour consolider leur mariage ne pourra pas se réaliser. Frustrée, elle est prête à tout pour devenir mère... C'est ainsi qu'Ana Julia prendra une décision qui bouleversera sa vie et mettra à l'épreuve son amitié avec Valeria et son mariage avec Reinaldo. Devant la désespérance de sa meilleure amie, Valeria propose de porter l'enfant d'Ana Julia et de Reinaldo. Une insémination artificielle est alors réalisée sans que Reinaldo soit mis au courant. Mais tout ne se passe pas comme Ana Julia le souhaitait. Elle décide de se rendre à un congrès médical au Brésil et l'avion dans lequel elle se trouve se crache dans la forêt amazonienne. Tout le monde croit alors qu'Ana Julia est morte. Mais celle-ci a survécu à l'accident, mais a perdu la mémoire.
Plus tard, sa meilleure amie est mariée avec son mari et ils sont tous les deux parents d'une jolie petite fille qui n'est autre que la fille d'Ana Julia. Ana Julia devra donc se battre pour récupérer sa fille.

## Distribution
- Maritza Bustamante : Ana Julia Briceño Mendizábal
- Luciano D'Alessandro : Reinaldo Gabaldón Leal
- Eduardo Orozco : Juan "Juancho" Gabaldón Leal
- Zair Montes : Charí Santa Cruz
- Anabell Rivero : Valeria Velutini
- Damián Genovese : Sebastián Gabaldón Leal
- Gioia Arismendi : Maruja Briceño Mendizábal
- Iván Tamayo : Bayardo Santa Cruz
- Gioia Lombardini : Rebeca Mendizábal
- Carlos Villamizar : Lorenzo Gabaldon
- Marcos Moreno : Atilio Bayon
- José Luis Useche : Hairo Malave
- Zhandra De Abreu : Paola Vettini
- Susej Vera : Corina Pereira de Gabaldón
- Gonzalo Cubero : Ortega
- Pedro Duran : Pacheko
- Félix Loreto : Cayo Gabaldon
- Veronica Ortiz : Migdalia
- Carolina Motta : Baniba / Maria Ruiz
- Yina Vélez : Patricia
- Jessika Grau : Veronica Mendez
- Beatriz Fuentes : Marguerite
- Christian McGaffney : Benjamin Falcon
- Liliana Melendez : Rosita
- Marisol Matheus : Martina
- Vanessa Mendoza : Sofia
- César Flores : Arturo Freitas
- Mayra Africano : Nueke / Domitila
- Belén Peláez : Mariela
- Desideria D'Caro : Claudia Montero
- Monica Pasqualotto : Tamara Dominguez
- Mauricio González : Omar Araulfo
- Rodolfo Drago : Yanis Alarcon